# Coche fúnebre

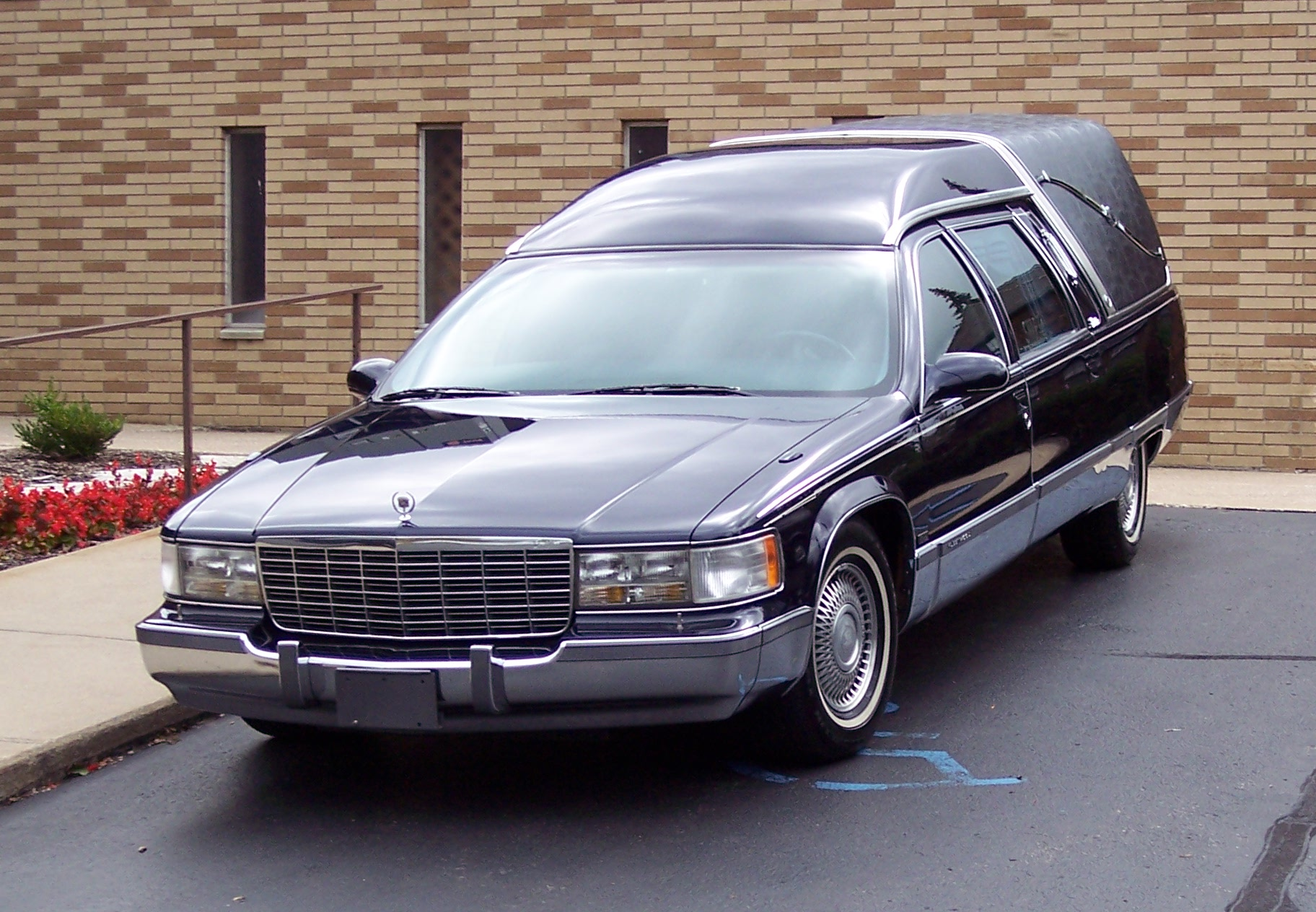
Coche fúnebre

Un coche fúnebre o carroza fúnebre es un vehículo que se utiliza para transportar el féretro que contiene los restos mortales de una persona. En el ritual funerario de muchas culturas, los restos mortales se depositan en un ataúd que es transportado en un coche fúnebre durante el trayecto desde el sitio de velación, la iglesia y el punto final de entierro o incineración del cuerpo. En algunos casos, el vehículo es acompañado por escolta policial o militar, como ocurre en los funerales de Estado, que en ocasiones reemplazan el coche fúnebre por cureñas o helicópteros para el traslado del féretro al lugar de inhumación, cremación, etc.

## Estructura del coche fúnebre
El coche fúnebre tradicional consta de un chasis alargado tipo vagón con espacio suficiente para albergar un féretro y los arreglos florales que le acompañan. La parte frontal, incluyendo la cabina, son muy parecidos a una limusina con capacidad para el conductor y uno o dos acompañantes del ataúd.

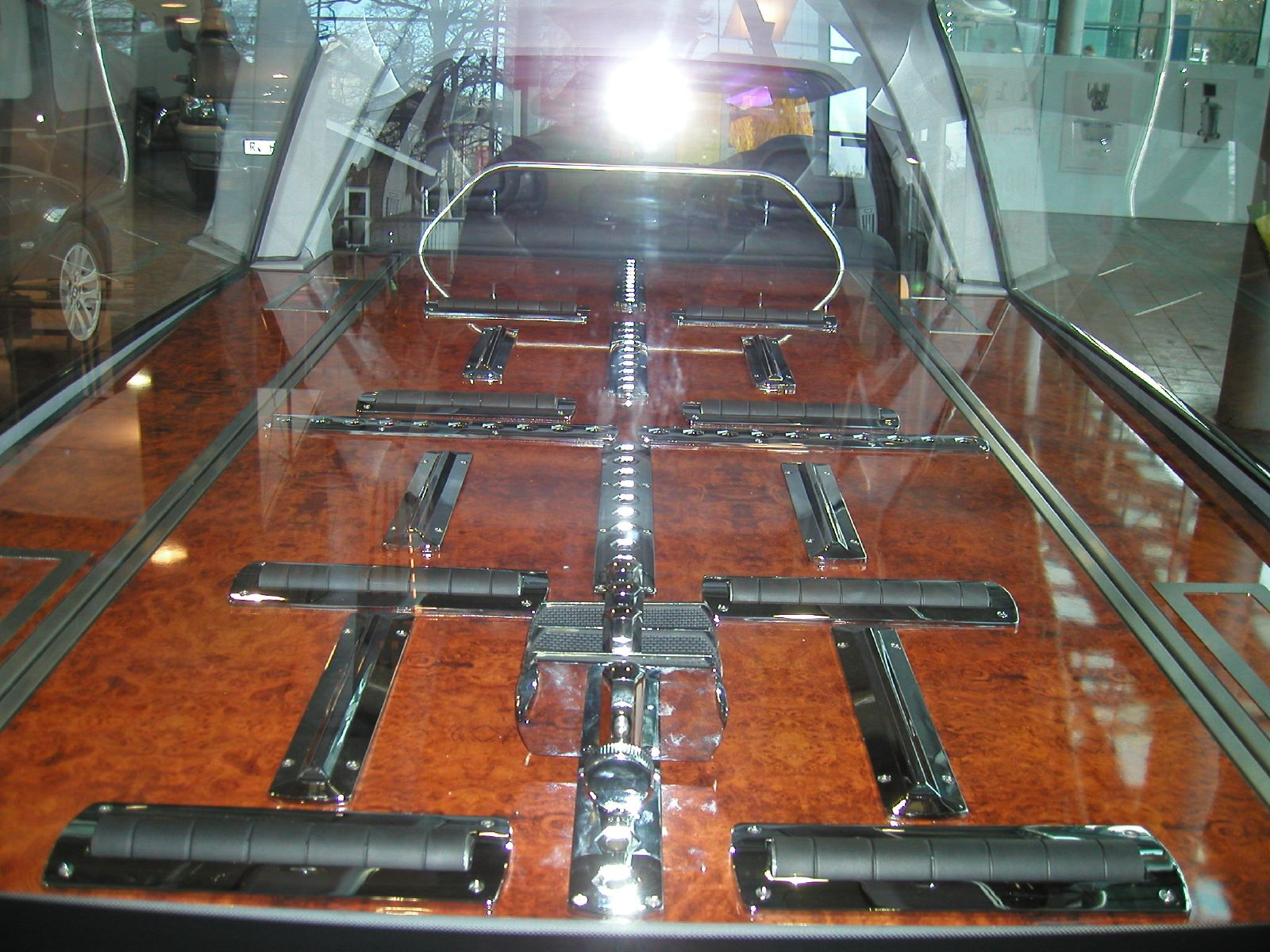
Parte trasera (vagón) de un coche fúnebre

La parte trasera del coche fúnebre está especialmente diseñada para alojar el féretro equipando el piso con sendos armazones metálicos provistos de seguros que sirven tanto para estabilizar el cajón (si están activados) como para permitir su deslizamiento. El vagón trasero puede estar recubierto totalmente en vidrio transparente - con lo que se permite una vista total del féretro - o recubierto por carrocería metálica con vidrios polarizados o semi polarizados.
Los coches fúnebres equipados con bocinas, campanas o sirenas son aún comunes en ciertas regiones del mundo. Dichos artefactos son utilizados para dar una mayor solemnidad al ritual y eran un aditamento casi que obligado en los coches de principio y mitad del siglo veinte.

## Estilos de coches fúnebres

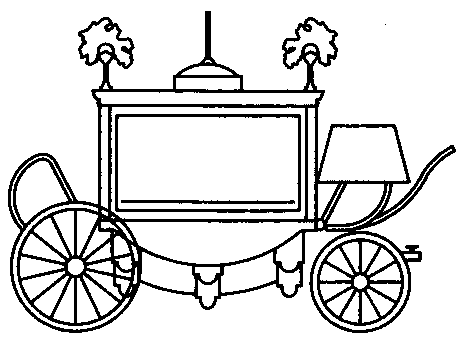
Carroza estufa construida en Barcelona por el carrocero Joaquín Estrada

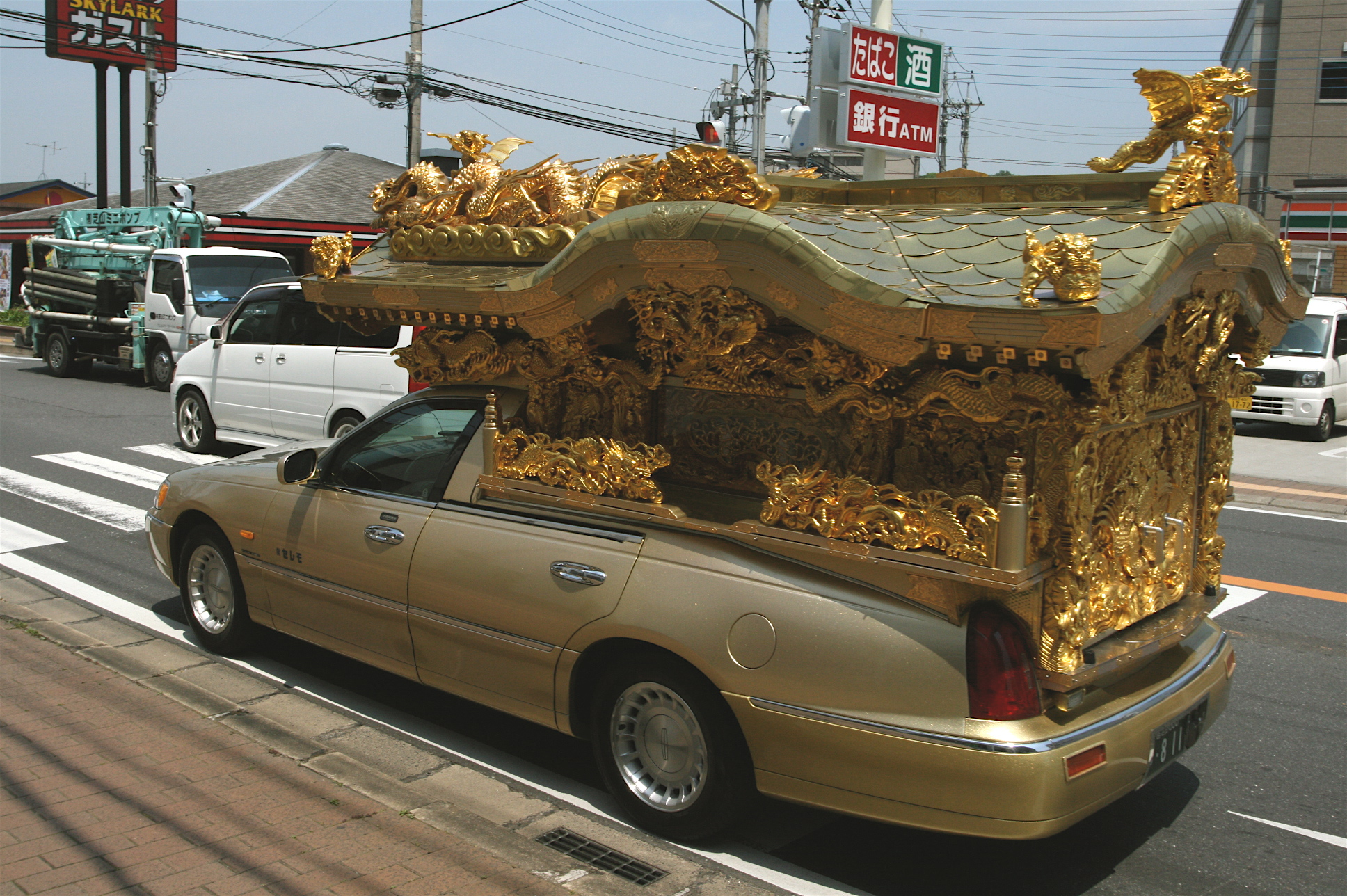
Coche fúnebre japonés estilo budista

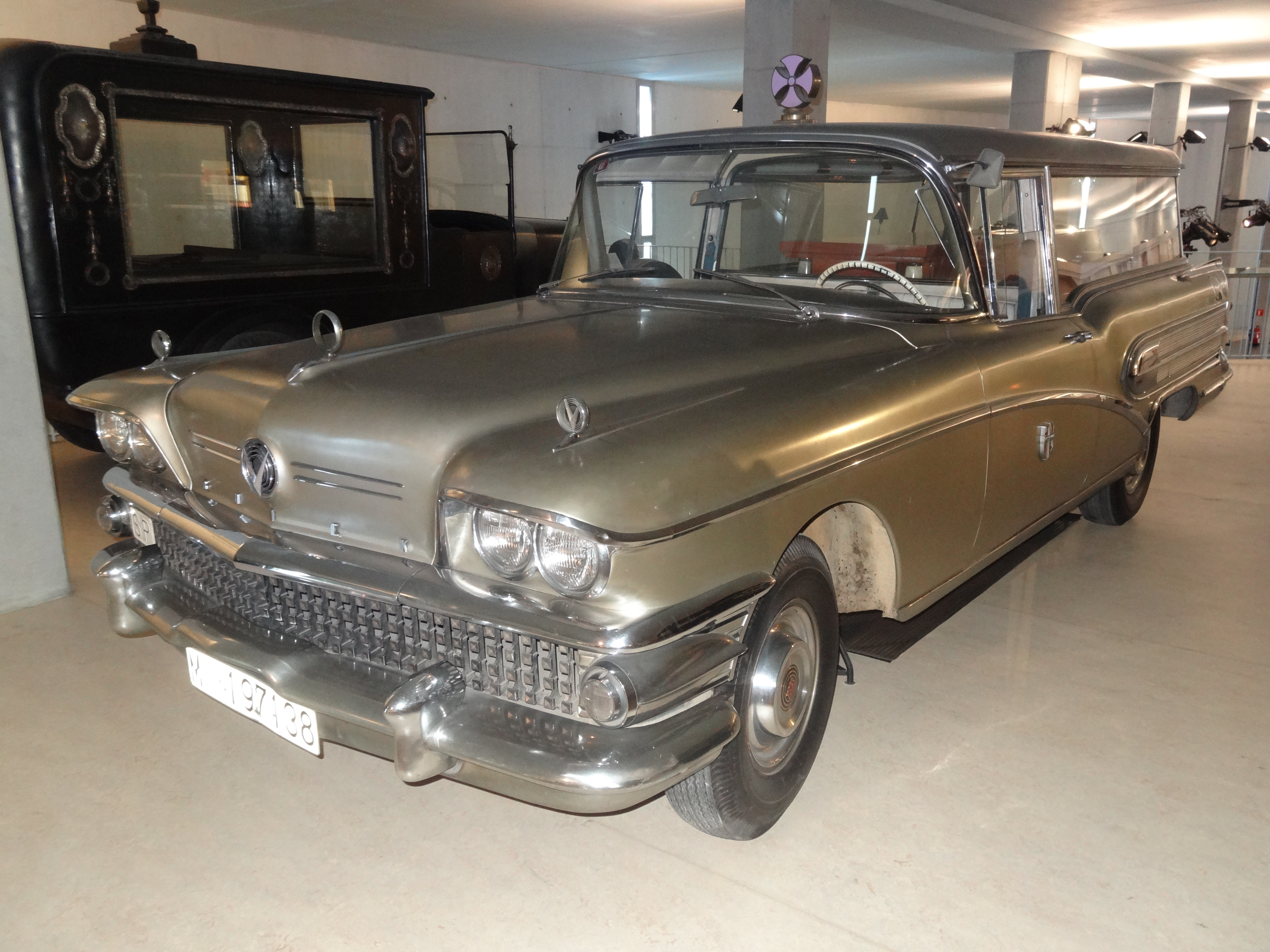
Buick Riviera Special

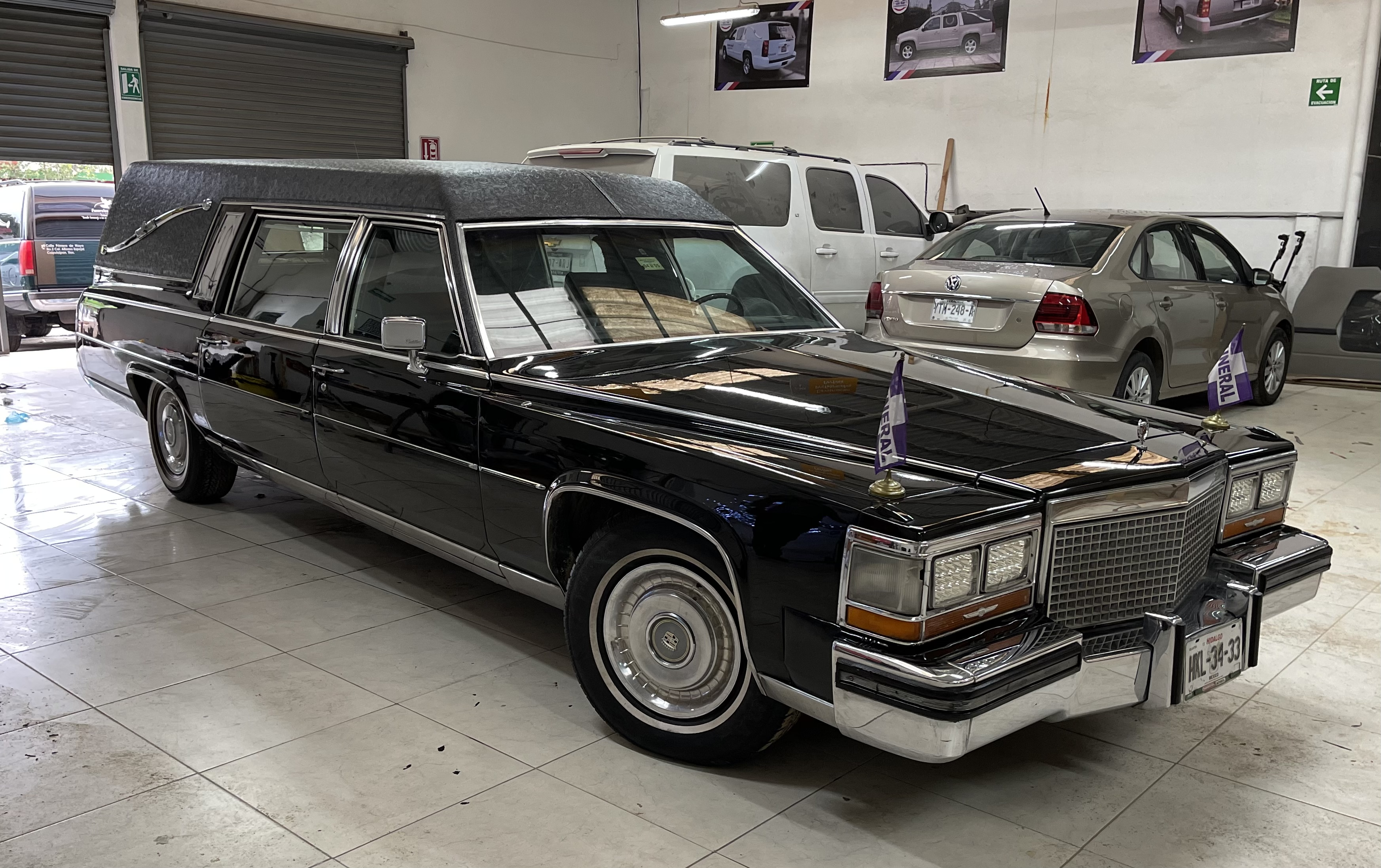
Coche fúnebre Cadillac 1988

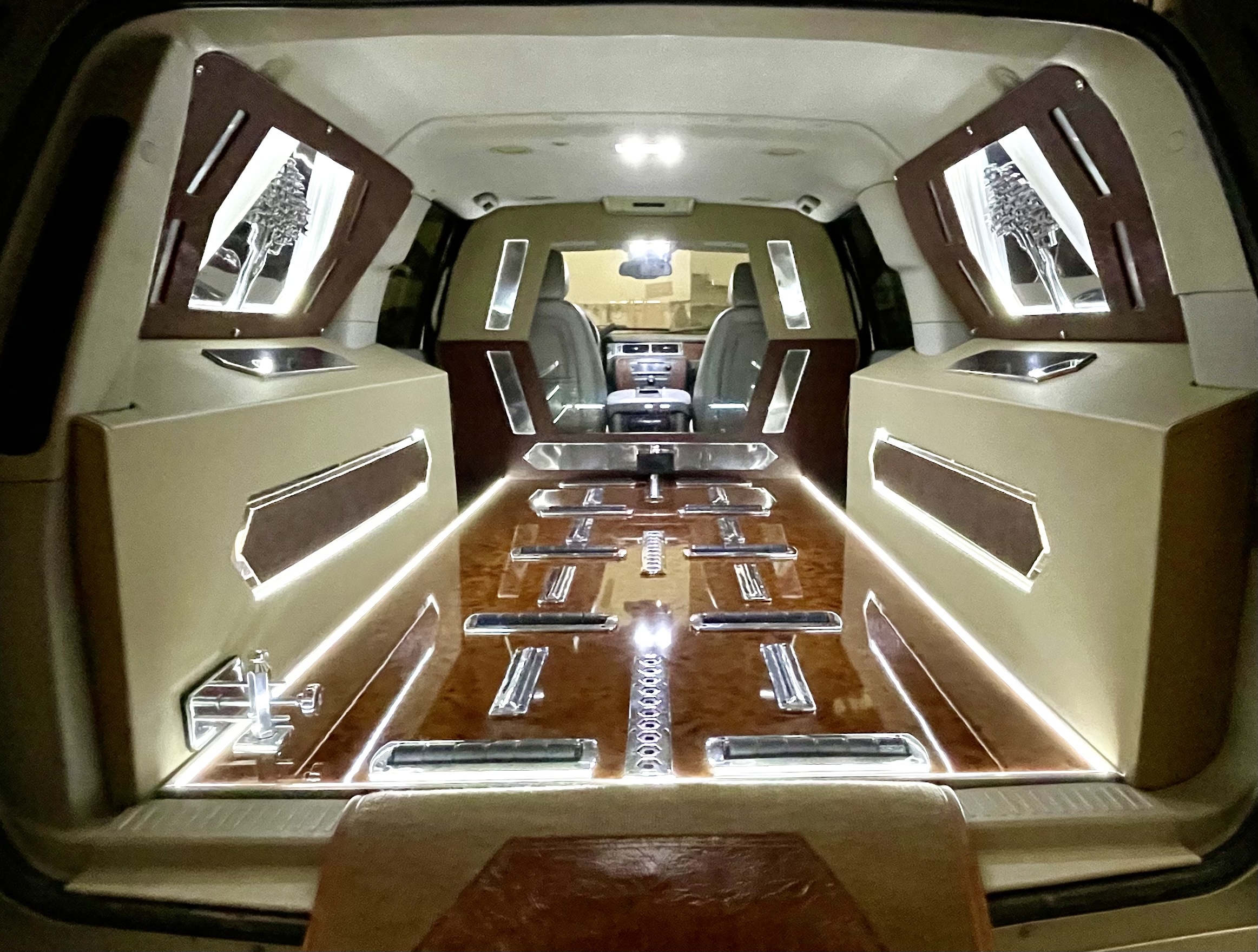
Interior de coche fúnebre fabricado en México

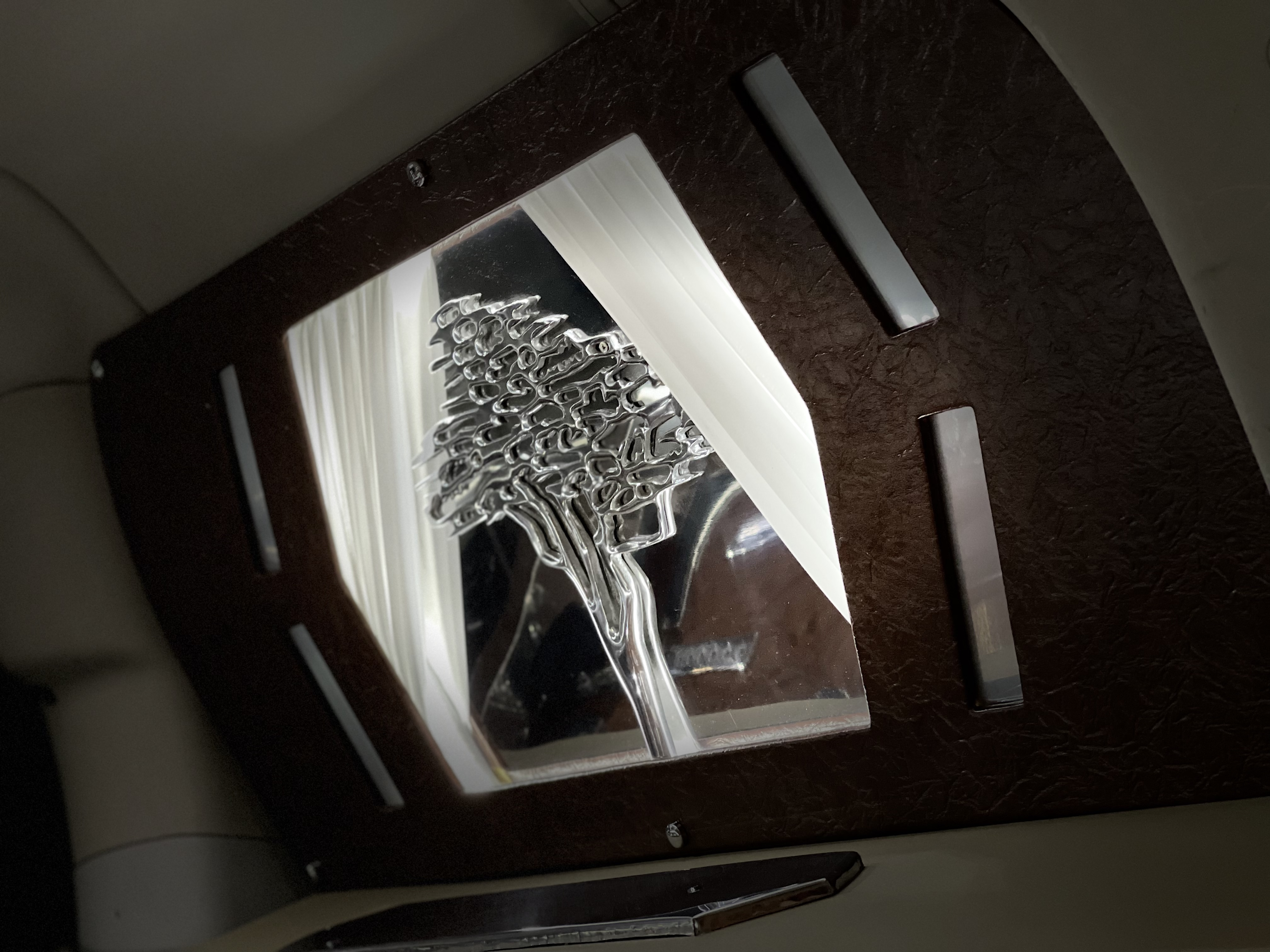
Interior de coche fúnebre fabricado en México

Los estilos asociados a los coches fúnebres han variado de tiempo en tiempo siendo característico en el siglo XVII el uso de carrozas talladas en maderas con fuertes figuras naturales - hojas especialmente - y columnas y techos en el estilo victoriano del siglo XIX. Este estilo se conservó en los coches fúnebres hasta bien entrado el siglo veinte.
En América y Europa el estilo del coche fúnebre es sobrio y elegante caracterizándose por el uso de colores oscuros, especialmente el negro y el gris. En otras culturas como la japonesa los coches fúnebres suelen ir adornados con elementos propios de las bóvedas funerarias de religiones tales como la budista.
Los coches fúnebres tirados por caballos se clasifican en varios tipos:
- Carruaje estufa. Era un carruaje utilizado desde el siglo XVIII por aristócratas. Es un tipo de carruaje de lujo. La caja quedaba cerrada por cristales, permitiendo ver el interior. En este modelo de carruaje fueron enterrados Santiago Rusiñol, el conde de Godó y Prat de la Riba.
- Carroza ligera de estilo vienés es una carroza de lujo de estilo imperio con ornamentación egipcia. Carroza con un chasis independiente de la caja y una estructura de forja. La caja está suspendida sobre una ballesta de cuello de cisne y el cadalso formado por columnas y ángeles de estilo vienés.
- Carroza imperial estilo renacimiento, construida para los entierros de gloria. El cadalso está compuesto por cuatro columnas con capiteles. Las columnas sostienen un entablamento barroco. En este tipo de carruaje se desplazó por Madrid a Enrique Tierno Galván.
- Grand Doumond, modelo creado por el duque francés Louis d'Aumont a principios del siglo XIX, durante el reinado de Napoleón, adoptó el tiro con seis caballos conducidos por dos mozos montados, denominados postillones, para eliminar el asiento del cochero y disponer de mayor visibilidad. En este modelo de carruaje fue enterrado el torero José Gómez Joselito.
- Coche fúnebre blanco o araña blanca, modelo utilizado para los niños. Utilizado desde mitad del siglo XIX hasta 1950.
- Coche de respeto o coche de la viuda. Se utilizaba para llevar a los familiares hasta el cementerio.
- Berlina de acompañamiento. Carroza que se utilizaba en grandes desplazamientos, con capacidad para cuatri personas y equipaje. Debe su nombre a los carroceros de Berlín.
- Faetón. Su nombre procede de un dios mitológico. Es de origen inglés, se accede por detrás de la cabina que está cubierta y acristalada, con dos asientos para cuatro personas, paralelos al sentido de la marcha.
- Cupé. Nombre de origen francés, que significa "cortado", es una berlina, a la que se han eliminado los asientos opuestos al sentido de la marcha, convirtiéndola en un vehículo ligero y rápido.

Entre los modelos de automóviles, destacan:
- El Hispano Suiza, modelo T16, fabricado en Barcelona en 1920, fue de los primeros vehículos de tracción mecánica en realizar un servicio funerario, siendo empleado como vehículo de traslado.
- Buick Riviera Special, coche americano de 1958, modelo 49D.
- Studebacker Six, fabricado en Indiana, Estados Unidos.

En la actualidad se presenta una tendencia marcada por grupos sociales a crear versiones de carrozas fúnebres que representen su estilo de vida.

## Historia

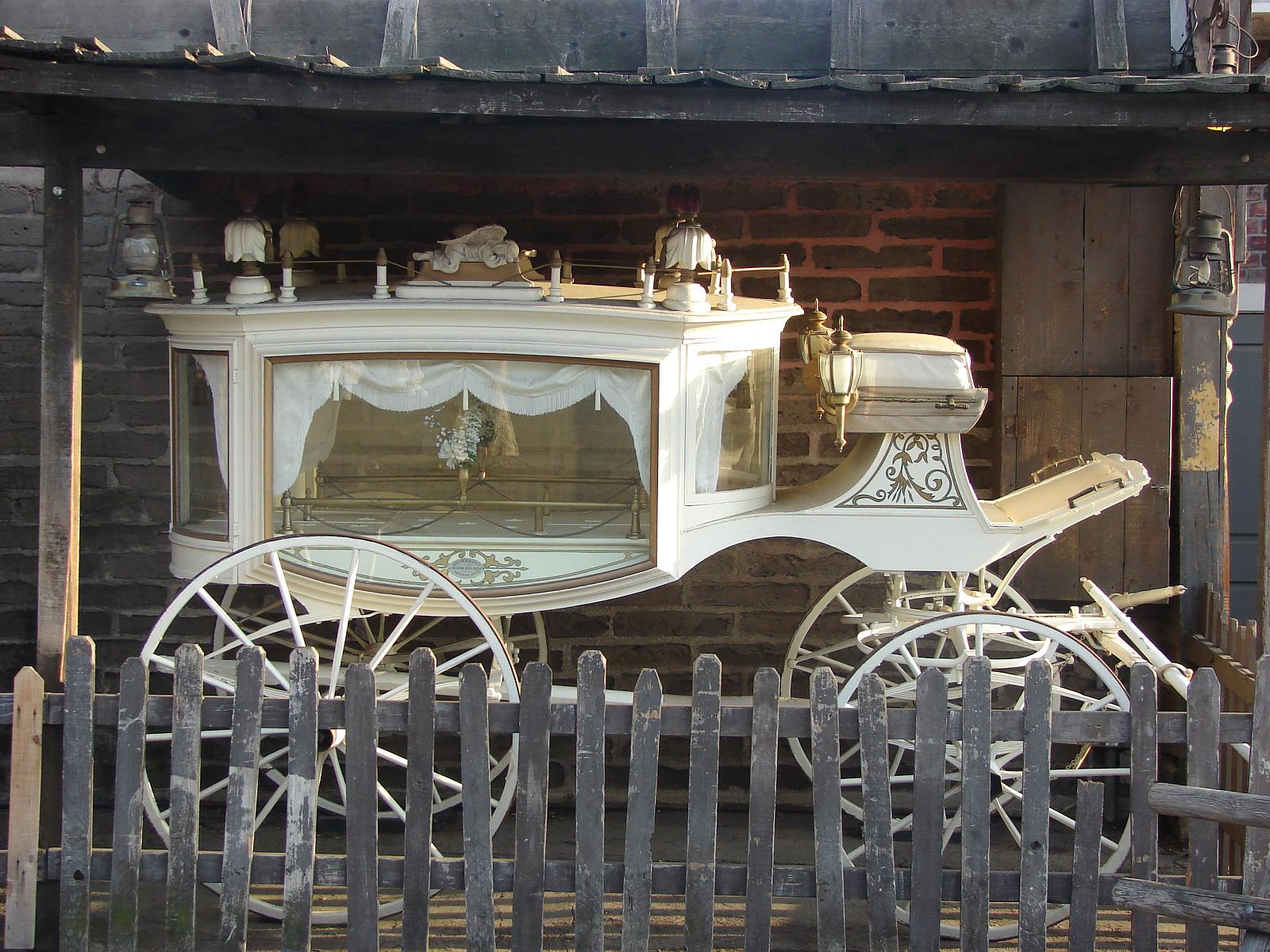
Coche fúnebre blanco usado en el sepelio de niños

Los primeros coches fúnebres tirados por caballos eran usados en los ritos fúnebres de Inglaterra desde el siglo XVI existiendo registros de uso en América hacia finales del siglo XVII. Los primeros coches motorizados datan de mayo del año 1907 según la revista Scientific American siendo los vehículos basados en combustible fósil construidos desde 1909 en los Estados Unidos. Sin embargo, no fue sino hasta los años 1920 en que su uso empezó a extenderse en sustitución del tradicional hipomóvil.
Se adoptó usar las "Barras de Landau" como emblema en la mayoría de las carrozas fúnebres, una barra landau es una barra metálica ornamental en forma de S instalada en el panel del cuarto trasero de un automóvil. Usado principalmente en coches fúnebres, la barra landau representa la estructura del techo plegable en un carruaje Landau.
Desde mediados de la década de 1940, las barras landau se han utilizado comúnmente en coches fúnebres en los Estados Unidos y Filipinas. Desde los primeros años del siglo XX y hasta bien entrada la década del treinta de ese mismo siglo, los coches fúnebres motorizados eran fabricados emulando a las carrozas fúnebres victorianas con gran cantidad de ornamentos exteriores (en algunos modelos, como el de Leo Gillig de 1913 incluían faroles y campanillas mudas) y tocados interiores en la zona del féretro
Después de la Segunda Guerra Mundial se empezó a usar un estilo más sobrio que reemplazaría paulatinamente el uso de coches tallados y el chasis metalizado liso empezó a ser el predominante. La elegancia fue el punto a seguir imponiéndose el estilo tipo limusina.

## Marcas famosas
Normalmente automóviles lujosos han sido usados como coches fúnebres. La mayoría de ellos son de marcas reconocidas tales como: Cadillac, Lincoln, Mercedes-Benz, Jaguar, Opel, Ford, Toyota, Volvo, Chevrolet, Chrysler y Dodge.
Otras marcas que han sido ampliamente usadas en el pasado: Daimler, Rolls-Royce, Studebaker, Buick y Peugeot.
Como dato adicional cabe señalar que el vehículo "ECTO-1" utilizado por Los cazafantasmas, según la trama de la famosa película de 1984, era un vehículo fúnebre marca Cadillac modelo Miller-Meteor 1959 el cual fue pintado y modificado por los personajes del filme.

## Motocarrozas fúnebres

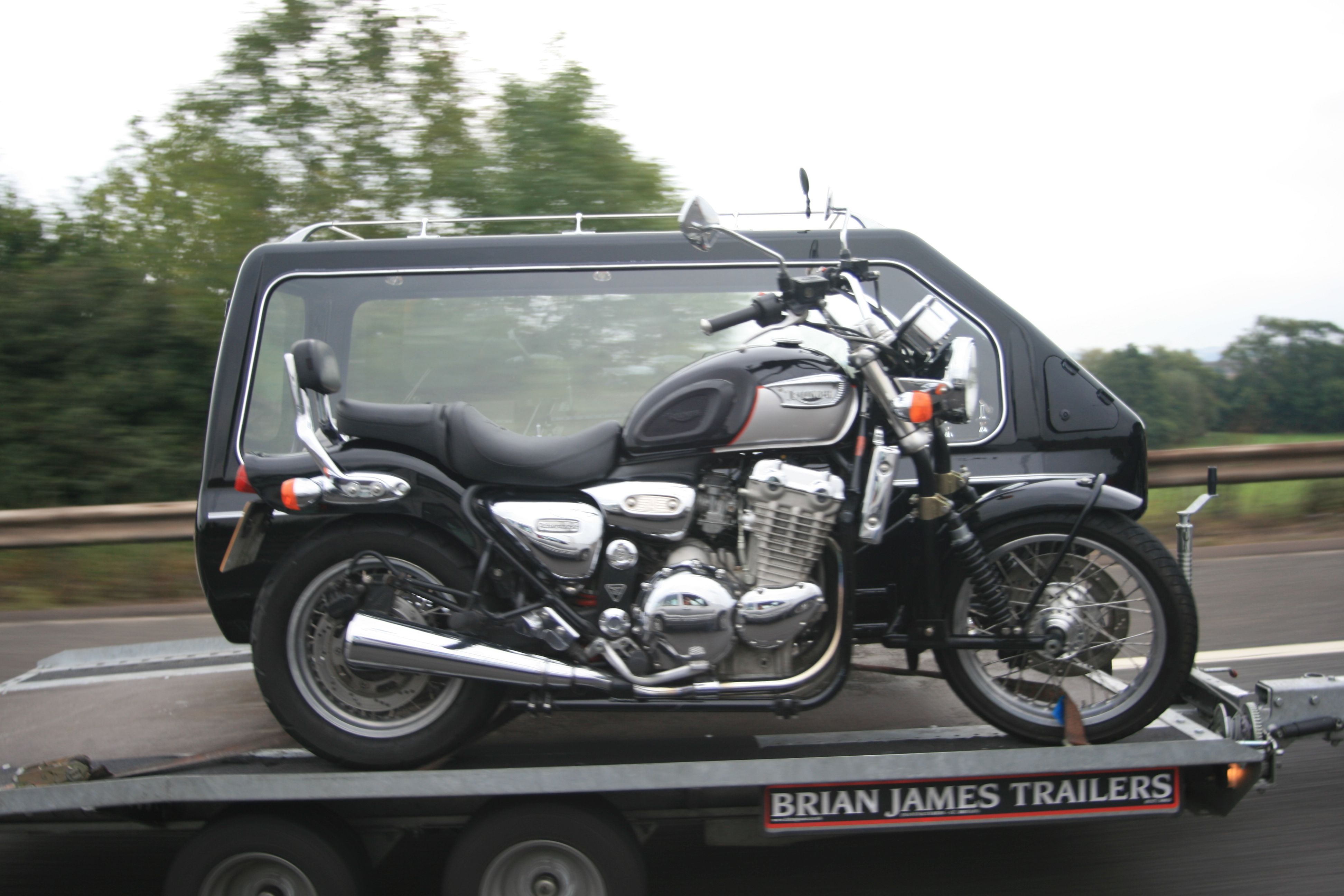
Motocarroza fúnebre

Un moderno estilo de carrozas fúnebres se basa en el uso de motocicletas a las cuales se les adapta un sidecar que sirve de vagón para el transporte del féretro. Aunque aún no pasa de ser una excentricidad, es usada en funerales de personas adictas al mundo de la motocicleta.